# Інститут тропічної медицини Сан-Паулу
Інститут тропічної медицини Сан-Паулу (порт. Instituto de Medicina Tropical de São Paulo, IMTSP) — спеціалізований науково-дослідницький інститут у місті Сан-Паулу, заснований в 1959 році з метою проведення досліджень та спонсоруваня дослідніцьких програми і технології з діагностики, лікування, контролю і запобігання тропічних хвороб і ендемій. Інститут був заснований в 1959 році як підрозділ Факультету медицини університету сан-Паулу, його першим директором був проф. Карлус да Сілва Ласаз. У 2000 році через визнання важливості та якості інститут був перетворений на повністю автономну організацію. Зараз він робить великий внесок в різних галузях досліджень та є центром розробки, покращення та впровадження різноманітних спеціалізованих служб у штаті.

## Ресурси Інтернету
- Офіційна сторінка IMTSP [Архівовано 30 серпня 2012 у WebCite] (порт.)
- Офіційна сторінка Факультуту медицини USP [Архівовано 2 жовтня 2011 у Wayback Machine.] (порт.)
- Портал USP [Архівовано 5 грудня 2010 у Wayback Machine.] (порт.)
- USP 70 anos [Архівовано 5 грудня 2010 у Wayback Machine.] — сайт, присвячений святкуванню 70-річчя університету (порт.)
- FUVEST [Архівовано 16 травня 2006 у Wayback Machine.] — сайт екзаменів USP (порт.)